# Hirudinella poirieri
Hirudinella poirieri är en plattmaskart. Hirudinella poirieri ingår i släktet Hirudinella och familjen Hirudinellidae. Inga underarter finns listade i Catalogue of Life.